# Луций Анний Фабиан (консул 201 года)
Луций Анний Фабиан (лат. Lucius Annius Fabianus) — римский государственный деятель начала III века.

## Биография
Фабиан, по всей видимости, происходил из столицы провинции Мавретания Цезарейская Цезареи. Возможно, был в родстве с патрицианским родом Анниев. Его дедом, вероятно, был консул-суффект 141 года Луций Анний Фабиан.
О карьере Фабиана ничего неизвестно за исключением того, в 201 году он занимал должность ординарного консула. Его старшим коллегой по консульству был Марк Ноний Аррий Муциан.